# Многомерная случайная величина
Многомерная случайная величина или случайный вектор (математика, вероятность и статистика)  - это список математических переменных, значение каждой из которых неизвестно, либо потому что значение еще не произошло, или из-за несовершенного знания о её значении. Индивидуальные переменные в случайном векторе сгруппированы вместе, потому что они являются частью единой математической системы — часто они представляют различные свойства отдельных статистических единиц. Например, пусть какое-то конкретное лицо имеет определенный возраст, рост и вес. Совокупность же этих особенностей у случайного человека из группы будет случайным вектором. Обычно каждый элемент случайного вектора - это действительное число.
Случайные вектора часто используют в качестве базовой реализации различных видов совокупности случайных величин, например, случайные матрицы, случайное дерево, случайная последовательность, случайных процессов т. д.
Более формально, многомерной случайной величиной является столбец вектора {\displaystyle \mathbf {X} =(X_{1},...,X_{n})^{T}} (или ее транспонированная матрица, которая представляет собой вектор-строку), компонентами которого являются скалярные значения случайных величин одном и том же вероятностном пространстве {\displaystyle (\Omega ,{\mathcal {F}},P)}, где {\displaystyle \Omega } это пространство элементарных событий, {\displaystyle {\mathcal {F}}} это сигма-алгебра (совокупность всех событий), и {\displaystyle P} есть вероятность измерения (функция, возвращающая вероятность каждого события ).

## Распределение вероятностей
Каждый случайный вектор порождает вероятностную меру на {\displaystyle \mathbb {R} ^{n}} с борелевской алгеброй, лежащей в основе сигма-алгебры. Эта мера также известна как совместное распределение вероятностей, совместное распределение или многомерное распределение случайного вектора.
Распределение каждой из компонент случайных величин {\displaystyle X_{i}} называются маргинальными распределениями. Условное распределение вероятностей  {\displaystyle X_{i}} учитывая {\displaystyle X_{j}} является вероятностным распределением {\displaystyle X_{i}} когда {\displaystyle X_{j}} известно как конкретное значение.

## Операции на случайных векторах
Случайные вектора могут быть подвергнуты тем же алгебраическим операциям как и в случае с неслучайными векторами: сложение, вычитание, умножение на скаляр, и скалярное произведение.
Аналогично, новый случайный вектор {\displaystyle \mathbf {Y} } можно определить, применяя аффинное преобразование {\displaystyle g\colon \mathbb {R} ^{n}\to \mathbb {R} ^{n}} для случайного вектора {\displaystyle \mathbf {X} }:
{\displaystyle \mathbf {Y} ={\mathcal {A}}\mathbf {X} +b}, где {\displaystyle {\mathcal {A}}} это матрица {\displaystyle n\times n}  и {\displaystyle b} это вектор состоящий из колонки {\displaystyle n\times 1}
Если {\displaystyle {\mathcal {A}}} обратима и вероятностная плотность  {\displaystyle \textstyle \mathbf {X} } равна {\displaystyle f_{\mathbf {X} }},тогда вероятностная плотность  {\displaystyle \mathbf {Y} }
{\displaystyle f_{\mathbf {Y} }(y)={\frac {f_{\mathbf {X} }({\mathcal {A}}^{-1}(y-b))}{|\det {\mathcal {A}}|}}}.

## Математическое ожидание, ковариация и кросс-ковариация
Математическое ожидание или среднее значение случайного вектора {\displaystyle \mathbf {X} }  фиксированный вектор {\displaystyle \operatorname {E} [\mathbf {X} ]}, элементы которого являются ожидаемыми значениями соответствующих случайных величин.
Ковариационная матрица (Также называется дисперсионно-ковариационной матрицей) это случайный вектор {\displaystyle n\times 1} матрицей которого является матрица размером {\displaystyle n\times n} в которой (i,j)ый элемент это ковариация между  i ой и  j ой случайной величиной.  Ковариационная матрица - это математическое ожидание, элемент за элементом, матрицы размером {\displaystyle n\times n} полученной умножением матриц {\displaystyle [\mathbf {X} -\operatorname {E} [\mathbf {X} ]][\mathbf {X} -\operatorname {E} [\mathbf {X} ]]^{T}}, где верхний индекс T относится к транспонированию указанного вектора:
{\displaystyle \operatorname {Var} [\mathbf {X} ]=\operatorname {E} [(\mathbf {X} -\operatorname {E} [\mathbf {X} ])(\mathbf {X} -\operatorname {E} [\mathbf {X} ])^{T}].}
В дополнение к этому, {\displaystyle \mathbf {X} } и {\displaystyle \mathbf {Y} } ({\displaystyle \mathbf {X} } имеет {\displaystyle n} элементов и {\displaystyle \mathbf {Y} } имеет {\displaystyle p} элементов ) является матрицей {\displaystyle n\times p}
{\displaystyle \operatorname {Cov} [\mathbf {X} ,\mathbf {Y} ]=\operatorname {E} [(\mathbf {X} -\operatorname {E} [\mathbf {X} ])(\mathbf {Y} -\operatorname {E} [\mathbf {Y} ])^{T}],}
Где опять указанное матричное ожидание принимается поэтапно в матрице. В ней (i,j)ый элемент это ковариация между i ым элементом матрицы {\displaystyle \mathbf {X} } и j ым элементом матрицы {\displaystyle \mathbf {Y} .}  Матрица кроссковариации {\displaystyle \operatorname {Cov} [\mathbf {Y} ,\mathbf {X} ]} легко получается транспонированием полученной {\displaystyle \operatorname {Cov} [\mathbf {X} ,\mathbf {Y} ]}.

## Дополнительные свойства

### Ожидание квадратичной формы
Возьмем математическое ожидание квадратичной формы в случайном векторе X следующим образом::стр.170–171
{\displaystyle \operatorname {E} (X^{T}AX)=[\operatorname {E} (X)]^{T}A[\operatorname {E} (X)]+\operatorname {tr} (AC),}
Где C - ковариационная матрица X, а tr - это след матрицы, то есть сумма элементов на его главной диагонали (от верхнего левого к правому нижнему). Так как квадратичная форма является скаляром, то это и ее математическое ожидание.
Доказательство: Пусть {\displaystyle \mathbf {z} } - случайный вектор размера {\displaystyle m\times 1} с {\displaystyle \operatorname {E} [\mathbf {z} ]=\mu } и {\displaystyle \operatorname {Cov} [\mathbf {z} ]=V} и пусть {\displaystyle A} - нестохастическая матрица размера  {\displaystyle m\times m}
Тогда, основываясь на базовой формуле ковариации , если мы обозначим {\displaystyle \mathbf {z} '=\mathbf {X} } и {\displaystyle \mathbf {z} 'A'=\mathbf {Y} } ( где в дальнейшем основной знак  {\displaystyle '} обозначает транспонирование), мы видим:
{\displaystyle \operatorname {Cov} [\mathbf {X} ,\mathbf {Y} ]=\operatorname {E} [\mathbf {X} \mathbf {Y} ']-\operatorname {E} [\mathbf {X} ]\operatorname {E} [\mathbf {Y} ]'}
Следовательно,
{\displaystyle {\begin{aligned}E(XY')&=\operatorname {Cov} (X,Y)+E(X)E(Y)'\\E(z'Az)&=\operatorname {Cov} (z',z'A')+E(z')E(z'A')'\\&=\operatorname {Cov} (z',z'A')+\mu '(\mu 'A')'\\&=\operatorname {Cov} (z',z'A')+\mu 'A\mu ,\end{aligned}}}
что приводит нас к
{\displaystyle \operatorname {Cov} (z',z'A')=\operatorname {tr} (AV).}
Это верно в связи с тем, что при трассировке без изменения конечного результата можно циклически переставлять матрицы (например, tr (AB) = tr (BA)).
Мы видим, что ковариация
{\displaystyle {\begin{aligned}\operatorname {Cov} (z',z'A')&=E\left[\left(z'-E(z')\right)\left(z'A'-E\left(z'A'\right)\right)'\right]\\&=E\left[(z'-\mu ')(z'A'-\mu 'A')'\right]\\&=E\left[(z-\mu )'(Az-A\mu )\right].\end{aligned}}}
и затем
{\displaystyle \left({z-\mu }\right)'\left({Az-A\mu }\right)}
является скаляром, тогда
{\displaystyle (z-\mu )'(Az-A\mu )=\operatorname {tr} \left[{(z-\mu )'(Az-A\mu )}\right]=\operatorname {tr} \left[(z-\mu )'A(z-\mu )\right]}
тривиально. Используя перестановку, получим:
{\displaystyle \operatorname {tr} \left[{(z-\mu )'A(z-\mu )}\right]=\operatorname {tr} \left[{A(z-\mu )(z-\mu )'}\right],}
И, включив это в исходную формулу, получим:
{\displaystyle {\begin{aligned}\operatorname {Cov} \left({z',z'A'}\right)&=E\left[{\left({z-\mu }\right)'(Az-A\mu )}\right]\\&=E\left[\operatorname {tr} \left[A(z-\mu )(z-\mu )'\right]\right]\\&=\operatorname {tr} \left[{A\cdot E\left[(z-\mu )(z-\mu )'\right]}\right]\\&=\operatorname {tr} [AV].\end{aligned}}}

### Математическое ожидание произведения двух разных квадратичных форм
Возьмем математическое ожидание произведения двух разных квадратичных форм в гауссовском случайном векторе X с нулевым средним следующим образом::стр. 162–176
{\displaystyle \operatorname {E} [X^{T}AX][X^{T}BX]=2\operatorname {tr} (ACBC)+\operatorname {tr} (AC)\operatorname {tr} (BC)}
Где снова C является ковариационной матрицей X. Опять же, поскольку обе квадратичные формы являются скалярами и, следовательно, их произведение является скаляром, математическое ожидание их произведения также является скаляром.

### Векторный временной ряд
Эволюцию k × 1 случайного вектора {\displaystyle \mathbf {X} } во времени можно смоделировать как векторную авторегрессию (VAR) следующим образом: